# 1965년 칸 영화제
제18회 칸 영화제는 1965년 5월 12일부터 1965년 5월 28일까지 열린 영화제이다. 프랑스 칸에서 개최되었다.

## 수상

### 황금종려상
- 낵 앤 하우 투 겟 잇 - 리처드 레스터 수상

### 심사위원대상
- 콰이단 - 고바야시 마사키 수상

### 감독상
- 로스트 포레스트 - 리비유 치우레이 수상

### 각본상
- 317번째 섹션 - 삐에르 쇤도르페르 수상

### 여우주연상
- 편집광 - 사만다 에가 수상

### 남우주연상
- 편집광 - 테렌스 스탬프 수상